# 14. maj
14. maj je 134. dan leta (135. v prestopnih letih) v gregorijanskem koledarju. Ostaja še 231 dni.

## Dogodki
- 1004 – kronanje Henrika II. za italijanskega kralja v Paivii
- 1608 – v Auhausnu ustanovljena Protestantska zveza
- 1643 – Ludvik XIV. zasede francoski prestol
- 1796 – angleški zdravnik Edward Jenner opravi prvo poskusno cepljenje proti črnim kozam
- 1900 – v Parizu se začno druge olimpijske igre moderne dobe
- 1905 – japonska mornarica pri otoku Čusimi uniči rusko vojno ladjevje
- 1918 – v Murauu se pod vodstvom Boštjana Olipa uprejo slovenski vojaki 7. lovskega bataljona.
- 1938 – svet Društva narodov sprejme zahtevo po ponovni razglasitvi integralne nevtralnosti Švice
- 1940 – nemška letala bombardirajo Rotterdam, Nizozemska se vda
- 1944 – zavezniška vojska prebije Gustavovo linijo
- 1945 – začasna avstrijska vlada razglasi ponovno neodvisnost Avstrije
- 1948 – z iztekom britanskega mandata postane Izrael neodvisna država
- 1955 – ustanovljen Varšavski pakt
- 1970 – ustanovljena nemška teroristična skupina Frakcija Rdeče armade (RAF)
- 1973 – izstreljen Skylab, prva ameriška vesoljska postaja

## Rojstva
- 1316 – Karel IV., cesar Svetega rimskega cesarstva, češki kralj († 1378)
- 1559 – Nurhaci, ustanovitelj džurčenske  dinastije Kasnejši Džin († 1626)
- 1645 – François de Callières, francoski diplomat († 1717)
- 1727 – Thomas Gainsborough, angleški slikar († 1788)
- 1771 – Robert Owen, valižanski utopični socialist († 1858)
- 1803 – Salomon Munk, nemško-francoski orientalist judovsakega rodu († 1867)
- 1821 – Pafnuti Lvovič Čebišov, ruski matematik, mehanik († 1894)
- 1868 – Magnus Hirschfeld, nemški nevrolog, seksolog († 1935)
- 1885:
  - Blažena Marija Krizina Bojanc, slovenska redovnica, mučenka in svetnica († 1941)
  - Otto Klemperer, nemško-ameriški dirigent, skladatelj judovskega rodu († 1973)
- 1908 – Mohamed Ajub Kan, pakistanski maršal in politik († 1974)
- 1917 – William Thomas Tutte, angleško-kanadski kriptolog, matematik († 2002)
- 1922 – Franjo Tuđman, hrvaški predsednik († 1999)
- 1924 – Nace Šumi, slovenski umetnostni zgodovinar († 2006)
- 1935 – Rudi Šeligo, slovenski pisatelj in politik († 2004)
- 1944 – George Walton Lucas mlajši, ameriški filmski režiser
- 1945 – Yochanan Vollach, izraelski nogometaš
- 1950 – Lior Shambadal, izraelski dirigent, skladatelj
- 1952:
  - David Byrne, škotski pevec, glasbenik
  - Robert Zemeckis, ameriški filmski režiser, pisatelj
- 1953:
  - Tom Cochrane, kanadski glasbenik
  - Norodom Sihamoni, kralj Kambodže
- 1961 – Tim Roth, angleški filmski igralec
- 1971 – Sofia Coppola, ameriška režiserka in filmska igralka
- 1977 – Mate Bekavac, slovenski klarinetist, skladatelj in dirigent
- 1983:
  - Anahí, mehiška pevka iz skupine RBD
  - Uroš Slokar, slovenski košarkarski reprezentant
- 1984 – Mark Zuckerberg, ameriški programer in podjetnik, soustanovitelj Facebooka

## Smrti
- 649 – Teodor I., papež
- 1080 – Walcher, northumbrijski grof in škof Durhama
- 1156 – Arnold II. Weidški, kölnski nadškof, nemški kancler (* 1098)
- 1219 – William Marshal, angleški plemič in regent, 1. grof Pembroke (* 1147)
- 1610 – Henrik IV., francoski kralj (* 1553)
- 1643 – Ludvik XIII., francoski kralj (* 1601)
- 1847 – Fanny Hensel, nemška pianistka, skladateljica (* 1805)
- 1892 – Ivan Kaus, primorski slovenski rimskokatoliški duhovnik v Slovenski krajini na Madžarskem (* 1845)
- 1904 – Fjodor Aleksandrovič Bredihin, ruski astronom, astrofizik (* 1831)
- 1912 – August Strindberg, švedski pisatelj, dramatik (* 1849)
- 1919 – Jožef Bagari, slovenski pisatelj in rimskokatoliški duhovnik na Madžarskem (* 1840)
- 1920 – Ronald Montagu Burrows, angleški arheolog (* 1867)
- 1925 – sir Henry Rider Haggard, angleški pisatelj (* 1856)
- 1935 – Magnus Hirschfeld, nemški nevrolog, seksolog (* 1868)
- 1940 – Emma Goldman, rusko-ameriška anarhistka, feministka judovskega rodu (* 1869)
- 1986 – Leonid Toptunov, sovjetski inženir (* 1960)
- 1987:
  - Vitomil Zupan, slovenski pisatelj, pesnik, dramatik in esejist (* 1914)
  - Rita Hayworth, ameriška filmska igralka (* 1918)
- 1988 – Willem Drees, nizozemski predsednik vlade (* 1886)
- 1998 – Frank Sinatra, ameriški pevec, filmski igralec (* 1915)